# Bailando por un sueño
Bailando por un sueño es un programa de telerrealidad y telemusical de baile, creado y producido por los mexicanos Rubén y Santiago Galindo, para el grupo Televisa, que luego del éxito en su país de origen, México, se convirtió en una franquicia de distribución internacional.

## Historia
Este proyecto se basó en Strictly Come Dancing, un programa que originalmente fue trasmitido por la BBC de Londres, Inglaterra; en el 2004. Este reality inglés fue distribuido internacionalmente con el nombre de Dancing with the Stars, adaptándola países como Australia, España, Estados Unidos, Italia, entre otros; teniendo como resultado amplios niveles de audiencia. En 2005, los primos Galindo adquieren los derechos para desarrollar su propia versión, realizando algunos cambios e incluyendo ideas propias, pero siempre manteniendo la base del formato, que es el baile y la presencia de un famoso. Tras su éxito, el formato mexicano es adquirido por diferentes cadenas de TV de Latinoamérica e incluso de Europa como Rumania y Eslovaquia.

## Concepto
Se trata de una competencia entre parejas, cada una integrada por un concursante o "soñador" junto a un famoso o "héroe", los cuales participan en un certamen de baile con el propósito de alcanzar un sueño o causa conjunto de índole personal o humanitaria.
En la primera y segunda temporada, los soñadores provienen de distintos puntos del país, para alcanzar su sueño anhelado.
En la tercera y última temporada, intitulada "Reyes de la pista", se enfrentan los mejores equipos de la primera y segunda temporada por un monto de dinero.

## Mecánica del programa
Semanalmente, las parejas se presentan en las galas para demostrar sus habilidades en el baile, siendo evaluados por 4 jurados, uno de ellos da el voto secreto, que permanece oculto hasta el final de cada gala. El puntaje otorgado por cada miembro del jurado, incluido el voto secreto, se suman para obtener el puntaje final de cada pareja en cada gala.
Las dos parejas que sumen el menor puntaje en la gala quedan automáticamente sentenciados y se enfrentarán en duelo en la gala siguiente, sometiéndose a la votación del público a través de llamadas telefónicas o mensajes de texto (SMS). El equipo con la menor votación queda eliminado de la competencia.
En la gran final se enfrentarán las dos últimas parejas que sigan en competencia y el público elegirá mediante sus llamadas telefónicas o mensajes de texto (SMS) a los ganadores.

## Motivos de expulsión de los concursantes
- Cualquier acuerdo que pretenda modificar el resultado de la contienda. Es decir, ser denunciado o sorprendido intentando sobornar al jurado o a un miembro de la Producción.

- Consumir sustancias que estimulen un aumento artificial de la capacidad física.

- Asumir un comportamiento agresivo dentro de la contienda y fuera de ella, además del uso de un lenguaje verbal o corporal impropio que atente contra la moral y las buenas costumbres.

- No presentarse en alguno de los programas o acumular constantes retrasos en cualquiera de las actividades programadas por la Producción.

- Cualquier agresión física o verbal contra cualquier miembro de la Producción, compañero de equipo, adversario, famoso, jurado, público asistente, televidente o personas en general.

- Expresar públicamente comentarios o críticas negativas que atenten contra la imagen de la Producción o la empresa de televisión que organiza el certamen.

- Cualquier desplazamiento o traslado no contemplado dentro del itinerario diseñado por la Producción. El participante asume completamente, además, cualquier extravío, consecuencia o accidente provocado por esas acciones.

## Lesiones en los participantes
En caso de accidente durante el desarrollo de la serie (ensayos, preparación, grabación de cápsulas, programa en vivo), el equipo médico determinará si la lesión impide al participante bailar y si se requiere de más de una semana para sanar. De ser así, y siendo el lesionado algún soñador, la pareja será eliminada. De ser lesionado el(la) famoso(a), la producción asignará a un suplente.
Si la lesión que impide al participante bailar no requiere más de una semana de recuperación, el soñador tendrá derecho a no bailar en la eliminatoria inmediata y podrá ser reemplazado por otra persona, pero por no hacerlo serán sentenciados automáticamente.

## Bailando por un sueño en el mundo
Este programa se transformó en una franquicia de corte internacional y fue vendido por diversos países. La versión que lleva más de 10 años emitido es la versión argentina de este programa que, además, durante el transcurso de este, se han añadido nuevas etapas y cambio de reglas que son diferentes a las reglas originales de la versión original, además esta versión argentina es la más polémica, y que ha generado debates en programas de espectáculos en televisión de su país. 
| País              | Nombre / Web oficial | Canal de Televisión                                         | Presentador(es)                                               | Año  | Temporada / Ganadores |
| ----------------- | --- | ----------------------------------------------------------- | ------------------------------------------------------------- | ---- | --- |
| Argentina         | Bailando por un Sueño | El Trece                                                    | Marcelo Tinelli                                               | 2006 | 1.ª edición: Carmen Barbieri y Cristian Ponce 2.ª edición: Florencia De La V y Miguel Rodriguez 3.ª edición: Carla Conte y Guillermo Conforte       |
| Argentina         | Bailando por un Sueño | El Trece                                                    | Marcelo Tinelli                                               | 2007 | 4.ª edición: Celina Rucci y Matias Sayago |
| Argentina         | Bailando por un Sueño | El Trece                                                    | Marcelo Tinelli                                               | 2008 | 5.ª edición: Carolina Ardohain y Nicolás Armengol                                                                                                   |
| Argentina         | Bailando por un Sueño | El Trece                                                    | Marcelo Tinelli                                               | 2010 | 6.ª edición: Fabio "La Mole" Moli y Mariana Conci                                                                                                   |
| Argentina         | Bailando por un Sueño | El Trece                                                    | Marcelo Tinelli                                               | 2011 | 7.ª edición: Hernán Piquín y Noelia Pompa |
| Argentina         | Bailando por un Sueño | El Trece                                                    | Marcelo Tinelli                                               | 2012 | 8.ª edición: Hernán Piquín y Noelia Pompa |
| Argentina         | Bailando por un Sueño | El Trece                                                    | Marcelo Tinelli                                               | 2014 | 9.ª edición: Anita Martínez y Bicho Gómez |
| Argentina         | Bailando por un Sueño | El Trece                                                    | Marcelo Tinelli                                               | 2015 | 10.ª edición: Federico Bal y Laurita Fernández |
| Argentina         | Bailando por un Sueño | El Trece                                                    | Marcelo Tinelli                                               | 2016 | 11.ª edición: Pedro Alfonso y Florencia Vigna |
| Argentina         | Bailando por un Sueño | El Trece                                                    | Marcelo Tinelli                                               | 2017 | 12.ª edición: Florencia Vigna y Gonzalo Gerber |
| Argentina         | Bailando por un Sueño | El Trece                                                    | Marcelo Tinelli                                               | 2018 | 13.ª edición: Julián Serrano y Sofía Morandi |
| Argentina         | Bailando por un Sueño | El Trece                                                    | Marcelo Tinelli                                               | 2019 | 14.ª edición: Nicolás Occhiato y Florencia Jazmín Peña                                                                                              |
| Argentina         | Bailando por un Sueño | El Trece                                                    | Marcelo Tinelli                                               | 2024 | 15.ª edición: Fiorella Acosta y Sandro Leone |
| Bolivia           | Bailando por un Sueño | Red UNO                                                     | Carlos Rocabado Laura La Faye                                 | 2015 | 1.a edición: En emisión |
| Brasil            | Bailando por um sonho | SBT                                                         | Silvio Santos                                                 | 2006 | 1.a edición: Patricia Salvador |
| Bulgaria          | Bailando: Сцена на мечтите | Nova TV                                                     | Stefania Koleva Georgi Mamalev                                | 2010 | 1.a edición: Krasimir Karakachanov y Rada Racheva                                                                                                   |
| Colombia          | Bailando por un sueño | RCN                                                         | Paola Turbay Julián Román                                     | 2006 | 1.ª edición: Maria Cecilia Sánchez y Jose Andulfo Leal Garay 2.ª edición: Carolina Cruz 3.ª edición: Valentina Rendon y Felipe                      |
| Costa Rica Panamá | Bailando por un sueño: Reto Costa Rica-Panamá | Teletica Telemetro Canal 13                                 | Edgar Silva Karen Chalmers                                    | 2008 | 1.ª edición: Viviana Calderón y Franklin Calderón                                                                                                   |
| Centroamérica     | Reto Centroamericano de Baile | Telecorporación Salvadoreña Teletica Televicentro Telemetro | Luciana Sandoval Edgar Silva Salvador Nasralla Sasha Arias    |      | |
| Centroamérica     | Reto Centroamericano de Baile | Telecorporación Salvadoreña Teletica Televicentro Telemetro | Luciana Sandoval Edgar Silva Salvador Nasralla Sasha Arias    | 2011 | 1.ª edición: Nancy Dobles y Diego Torres |
| Centroamérica     | Reto Centroamericano de Baile | Telecorporación Salvadoreña Teletica Televicentro Telemetro | Luciana Sandoval Edgar Silva Salvador Nasralla Sasha Arias    | 2012 | 2.ª edición: Jessica, Billy, Andrea, Henry, Laura y Héctor                                                                                          |
| Costa Rica        | Bailando por un sueño | Teletica                                                    | Edgar Silva                                                   | 2007 | 1.ª edición: Mauricio Hoffman y Hazel Linares |
| Costa Rica        | Bailando por un sueño | Teletica                                                    | Edgar Silva                                                   | 2008 | 2.ª edición: Viviana Calderón y Franklin Calderon                                                                                                   |
| Costa Rica        | Bailando por un sueño | Teletica                                                    | Edgar Silva                                                   | 2010 | 3.ª edición: Nancy Dobles y Diego Torres |
| Chile             | Baila! Al ritmo de un sueño | Chilevisión                                                 | Cristián Sánchez                                              | 2013 | 1° edición: Faloon y Alejandro Herrera |
| Chile             | Bailando | Canal 13                                                    | Sergio Lagos Cecilia Bolocco                                  | 2016 | 1° edición: Lucas Bolvarán |
| Chile             | Bailando por un sueño | Canal 13                                                    | Martín Cárcamo                                                | 2020 | 1° edición: Cancelada |
| Ecuador           | Bailando por un sueño | Gama TV                                                     | Giuliana María Maiocchi Woodman Roberto Rodríguez             | 2006 | 1.ª edición: Sofía Caiche |
| Ecuador           | Bailando por un sueño | Gama TV                                                     | Giuliana María Maiocchi Woodman Roberto Rodríguez             | 2007 | 2.ª edición: Junior Monteiro |
| Ecuador           | Bailando por un sueño | Gama TV                                                     | Giuliana María Maiocchi Woodman Roberto Rodríguez             | 2008 | 3.ª edición: Juancho Lopez |
| El Salvador       | Bailando por un sueño Web oficial | Telecorporación Salvadoreña                                 | Luciana Sandoval                                              | 2008 | 1.ª edición: Karen Solís y Giancarlo Reyes |
| El Salvador       | Bailando por un sueño Web oficial | Telecorporación Salvadoreña                                 | Luciana Sandoval                                              | 2009 | 2.ª edición: Álex Erazo y Kathleen Ramos |
| El Salvador       | Bailando por un sueño Web oficial | Telecorporación Salvadoreña                                 | Luciana Sandoval                                              | 2010 | 3.ª edición: Kahory Trujillo y Mauricio Franco |
| Eslovaquia        | Tanečný pre Dream | Markíza                                                     | Adela Banášová Martin "Pyco" Rausch                           | 2006 | 1.ª edición: Zuzana Fialová y Pedro Modrovský |
| Eslovaquia        | Tanečný pre Dream | Markíza                                                     | Adela Banášová Martin "Pyco" Rausch                           | 2008 | 2.ª edición: Michaela Čobejová y Tomáš Surovec |
| Eslovaquia        | Tanečný pre Dream | Markíza                                                     | Adela Banášová Martin "Pyco" Rausch                           | 2009 | 3.ª edición: Juraj Mokrý y Katarina Štumpfová |
| Eslovaquia        | Tanečný pre Dream | Markíza                                                     | Adela Banášová Martin "Pyco" Rausch                           | 2010 | 4.ª edición: Nela Pocisková y Peter Modrovský |
| Honduras          | Bailando por un sueño | Televicentro                                                | Salvador Nasralla y Gabriella Ortega                          | 2010 | 1.ª edición: Samuel Martínez "Moncho" y Fabiola Guillen                                                                                             |
| Honduras          | Bailando por un sueño | Televicentro                                                | Salvador Nasralla y Gabriella Ortega                          | 2012 | 2.ª edición: Stefany Galeano y Onel |
| México            | Bailando por un sueño Web oficial (No Activa) Web oficial Nueva (enlace roto disponible en Internet Archive; véase el historial, la primera versión y la última). | Televisa                                                    | Adal Ramones Liza Echeverría (co-presentadora)                | 2005 | 1.ª edición: Latin Lover y Mariana Vallejo 2.ª edición: Alessandra Rosaldo e Israel Aquino Ganadores de ganadores: Latin Lover y Mariana Vallejo    |
| México            | Bailando por un sueño Web oficial (No Activa) Web oficial Nueva (enlace roto disponible en Internet Archive; véase el historial, la primera versión y la última). | Televisa                                                    | Marco Antonio Regil                                           | 2006 | Bailando por la Boda de mis Sueños: Jacqueline García / Josué y Margarita                                                                           |
| México            | Bailando por un sueño Web oficial (No Activa) Web oficial Nueva (enlace roto disponible en Internet Archive; véase el historial, la primera versión y la última). | Televisa                                                    | Adrián Uribe Livia Brito Latin Lover (presentador suplente)   | 2014 | 3.ª edición: María León y Adrián Arellano |
| México            | Bailando por un sueño Web oficial (No Activa) Web oficial Nueva (enlace roto disponible en Internet Archive; véase el historial, la primera versión y la última). | Televisa                                                    | Javier Poza Barbara Islas (co-presentadora)                   | 2017 | 4.ª edición: Adrián Di Monte y Montserrat Yescas |
| Panamá            | Bailando por un sueño Web oficial | Telemetro Canal 13                                          | Luis Eduardo Quirós Jenia Nenzen                              | 2006 | 1.ª edición: Bosco Vallarino y Leslie Ramírez |
| Panamá            | Bailando por un sueño Web oficial | Telemetro Canal 13                                          | Luis Eduardo Quirós Jenia Nenzen                              | 2007 | 2.ª edición: Lula López y José Luis Rodríguez |
| Panamá            | Bailando por un sueño Web oficial | Telemetro Canal 13                                          | Luis Eduardo Quirós Jenia Nenzen                              | 2008 | 3.ª edición: Andrea Peréz y Ángel Jiménez |
| Paraguay          | Bailando por un sueño Web oficial | Telefuturo                                                  | Menchi Barriocanal                                            | 2006 | 1.ª edición: Florencia Gismondi y Oscar Duarte |
| Paraguay          | Bailando por un sueño Web oficial | Telefuturo                                                  | Menchi Barriocanal                                            | 2007 | 2.ª edición: Pedro Guggiari y Maria Elsa Núñez 3.ª edición: Melissa Quiñonez y Justo Sánchez                                                        |
| Paraguay          | Bailando por un sueño Web oficial | Telefuturo                                                  | Menchi Barriocanal                                            | 2008 | Bailando por la Boda de mis Sueños: Helem Roux y Nahuel Ortiz                                                                                       |
| Paraguay          | Bailando por un sueño Web oficial | Telefuturo                                                  | Menchi el Show Web oficial                                    | 2009 | 4.ª edición Julio González Abdala y Maia Ayala |
| Perú              | Bailando por un sueño Web oficial | Panamericana TV                                             | Gisela Valcárcel Giancarlo Chichizola                         | 2008 | 1.ª edición: Carlos Alcántara y Carolina Guerra 2.ª edición: Marco Zunino y Jardena Ugaz 3.ª edición: Delly Madrid y Jose Luis Campos               |
| Perú              | El gran show Web oficial | América TV                                                  | Gisela Valcárcel Cristian Rivero Óscar López Arias Paco Bazán | 2010 | 1.ª edición: Gisela Ponce de León y Rayder Vásquez 2.ª edición: Belén Estévez y Gian Frank Navarro 3.ª edición: Miguel Rebosio y Fabianne Hayashida |
| Perú              | El gran show Web oficial | América TV                                                  | Gisela Valcárcel Cristian Rivero Óscar López Arias Paco Bazán | 2011 | 4.ª edición: Raúl Zuazo y Dayana Calla 5.ª edición: Jesús Neyra y Lucero Clavijo 6.ª edición: Belén Estévez y Waldir Felipa                         |
| Perú              | El gran show Web oficial | América TV                                                  | Gisela Valcárcel Cristian Rivero Óscar López Arias Paco Bazán | 2012 | 7.ª edición: Jhoany Vegas y Pedro Ibáñez 8.ª edición: Karen Dejo y Oreykel Hidalgo                                                                  |
| Perú              | El gran show Web oficial | América TV                                                  | Gisela Valcárcel Cristian Rivero Óscar López Arias Paco Bazán | 2013 | 9.ª edición: Emilia Drago y Sergio Lois 10.ª edición: Gino Pesaressi y Jacqueline Alfaro 11.ª edición: Carolina Cano y Eduardo Pastrana             |
| Rumanía           | Dansez pentru tine Web oficial | Pro TV                                                      | Iulia Vantur Stefan Banica                                    | 2006 | 1.ª edición: Andra 2.ª edición: Victor Eslava |
| Rumanía           | Dansez pentru tine Web oficial | Pro TV                                                      | Iulia Vantur Stefan Banica                                    | 2007 | 3.ª edición: Cosmin Stan 4.ª edición: Alex |
| Rumanía           | Dansez pentru tine Web oficial | Pro TV                                                      | Iulia Vantur Stefan Banica                                    | 2008 | 5.ª edición: Andreea Balan 6.ª edición: Giulia |
| Rumanía           | Dansez pentru tine Web oficial | Pro TV                                                      | Iulia Vantur Stefan Banica                                    | 2009 | 7.ª edición: Monica Irimia 8.ª edición: Jean de la Craiova                                                                                          |
| Rumanía           | Dansez pentru tine Web oficial | Pro TV                                                      | Iulia Vantur Stefan Banica                                    | 2010 | 9.ª edición: Cătălin Morosanu 10.ª edición: Octavio Strunila                                                                                        |
| Rumanía           | Dansez pentru tine Web oficial | Pro TV                                                      | Iulia Vantur Stefan Banica                                    | 2011 | 11va. edición: Corina Bud |

## Campeonato mundial de baile
| Año          | Anfitrión |                | Primer lugar | Segundo lugar | Tercer lugar | Cuarto lugar |
| 2007 Detalle | México    | México         | Rumania      | Argentina     | Eslovaquia   |              |
| 2010 Detalle | México    | Estados Unidos | España       | Argentina     | México       |              |

En 2007, luego de la venta del formato "Bailando por un sueño" a diferentes partes del mundo, la cadena Televisa, decidió hacer un campeonato de baile, con todos los países que compraron dicho formato. Los representantes de cada nación deben ser los ganadores absolutos de la última temporada del formato, "Reyes de la pista", del país de donde provienen; además, de un coreógrafo y un jurado.
Sin embargo, el país puede mandar a otra pareja, por cualquiera de estos motivos:
- Los ganadores no pueden viajar a México porque ya tienen una agenda planificada, sobre todo el famoso, ya que por su profesión siempre andan ocupados, como conciertos, giras, obras teatrales, programas de TV, modelaje, estudios, etc.
- Uno de los dos esté enfermo antes de viajar, o esté incapacitado para bailar por diagnóstico médico, o, en el peor de los casos, haya fallecido.
- Las personas del país decidan mandar a otra pareja, porque la pareja ganadora, no está a la altura de participar en un campeonato mundial, ya que como se sabe el ganador sale por llamadas telefónicas o mensajes de texto (SMS), y no siempre se ha escogido el que mejor baila, sino el que tiene más carisma o un sueño conmovedor.

En cualquiera de los casos, la pareja representante debe haber participado en alguna temporada de "Bailando por un sueño" de su país.